# جون فيشر (سياسي أمريكي، مواليد 1806)
جون فيشر (بالإنجليزية: John Fisher)‏ هو سياسي أمريكي، ولد في 13 مارس 1806 في لندندري في الولايات المتحدة، وتوفي في 28 مارس 1882 في باتافيا في الولايات المتحدة. نشط حزبياً في الحزب الجمهوري. وقد انتخب عضو مجلس النواب الأمريكي.